# John Adair (politico)
John Adair (Contea di Chester, 9 gennaio 1757 – Harrodsburg, 19 maggio 1840) è stato un politico e militare statunitense.
Fu l'8º governatore del Kentucky e rappresentò lo stato sia alla Camera dei rappresentanti che al Senato. Nativo della Carolina del Sud, Adair si arruolò nella milizia prestando servizio durante la guerra di indipendenza, durante la quale fu catturato due volte e tenuto come prigioniero di guerra dai britannici. Dopo la guerra fu eletto delegato della Carolina del Sud per la ratifica della costituzione degli Stati Uniti d'America.
Dopo essersi trasferito in Kentucky nel 1786, Adair partecipò alla guerra indiana nordoccidentale, compresa una schermaglia con il capo Miami Piccola Tartaruga nei pressi di Fort Saint Clair nel 1792. Famoso per la partecipazione alle due guerre, entrò in politica nel 1792 come delegato alla convenzione costituzionale del Kentucky. Adair fu eletto per otto mandati alla camera dei rappresentanti statale tra il 1793 ed il 1803. Fu oratore della camera del Kentucky nel 1802 e nel 1803, e delegato alla seconda convenzione costituzionale del Kentucky nel 1799. Divenne senatore degli Stati Uniti per coprire il seggio rimasto vacante quando John Breckinridge diede le dimissioni per diventare procuratore generale degli Stati Uniti d'America nel gabinetto di Thomas Jefferson, ma non fu rieletto nel mandato successivo a causa della sua implicazione in una cospirazione di tradimento che coinvolse anche il vice presidente Aaron Burr. Dopo una lunga battaglia legale fu assolto per non aver commesso il fatto ed il suo accusatore, il generale James Wilkinson, fu costretto a chiedere pubblicamente scusa. La pubblicità negativa che ottenne lo costrinse a restare per oltre un decennio lontano dalla politica.
La partecipazione di Adair alla guerra del 1812 e la successiva difesa dei soldati del Kentucky di fronte alle accuse del generale Andrew Jackson, secondo cui avrebbero mostrato codardia nella battaglia di New Orleans, gli fecero riguadagnare la reputazione. Tornò alla camera dei rappresentanti statale nel 1817 ed Isaac Shelby, suo ufficiale comandante durante la guerra e che stava ricoprendo per la seconda volta l'incarico di governatore, lo nominò aiutante generale della milizia statale. Nel 1820 Adair fu eletto ottavo governatore di un Kentucky colpito duramente dal panico del 1819 e dalla conseguente recessione economica. Il suo primo obiettivo per la ripresa fu la costituzione della banca del Commonwealth, ma molte altre sue riforme finanziarie furono giudicate anticostituzionali dalla corte d'appello del Kentucky, il che portò alla controversia vecchia corte-nuova corte. Concluso il suo incarico di governatore, Adair fu eletto alla Camera dei rappresentanti degli Stati Uniti d'America e non si candidò per un secondo mandato.

## Gioventù
John Adair nacque il 9 gennaio 1757 nella Contea di Chester (Carolina del Sud), figlio degli immigrati scozzesi barone William e Mary [Moore] Adair. Fu istruito presso le scuole di Charlotte (Carolina del Nord) e si arruolò nella milizia coloniale della Carolina del Sud allo scoppio della guerra d'indipendenza americana. Fu assegnato al reggimento del suo amico Edward Lacey, sotto il comando del colonnello Thomas Sumter, e partecipò al fallito assalto coloniale ad un avamposto di lealisti nella battaglia di Rocky Mount ed alla successiva vittoria coloniale nella battaglia di Hanging Rock. Nel corso della vittoria britannica sui coloni del 16 agosto 1780, battaglia di Camden, Adair fu preso come prigioniero di guerra. Contrasse il vaiolo e fu trattato duramente dai suoi carcerieri per tutta la lunga prigionia. Nonostante ad un certo punto fosse riuscito a fuggire, Adair però non raggiunse la libertà a causa delle difficoltà dovute al vaiolo e fu ricatturato dal colonnello britannico Banastre Tarleton dopo tre soli giorni di fuga. Fu in seguito liberato grazie ad uno scambio di prigionieri. Nel 1781 divenne tenente della milizia della Carolina del Sud e combatté nella battaglia di Eutaw Springs, il principale scontro in Carolina. Edward Lacey fu nominato sceriffo della contea di Chester dopo la guerra, ed Adair lo sostituì nel ruolo di giudice di pace della contea. Fu scelto come delegato della convenzione della Carolina del Sud per la ratifica della costituzione degli Stati Uniti d'America.
Nel 1784 Adair sposò Katherine Palmer. Ebbero dodici figli, dieci dei quali femmine. Sposò Thomas Bell Monroe, che in seguito fu segretario di Stato di Adair e fu nominato giudice federale. Nel 1786 la famiglia Adair si trasferì ad ovest in Kentucky, stabilendosi nella contea di Mercer.

## Servizio nella guerra indiana nordoccidentale
Arruolatosi come capitano nella guerra indiana nordoccidentale nel 1791, Adair fu presto promosso maggiore ed assegnato alla brigata di James Wilkinson. Il 6 novembre 1792 un gruppo di nativi Miami comandati da Piccola Tartaruga si incontrò con Adair e altri 100 soldati durante una ricognizione nei pressi di Fort Saint Clair in Ohio. Quando i Miami attaccarono, Adair ordinò al tenente (in seguito governatore del Kentucky) George Madison di attaccarne il fianco destro, mentre Adair guidò altri 25 uomini sul fianco sinistro. Adair avrebbe voluto far guidare la carica ad un subordinato, che purtroppo fu ucciso prima che Adair potesse dare l'ordine. La manovra obbligò i Miami a ritirarsi e permise agli uomini di Adair di fuggire. Tornarono al campo organizzando la difesa, ed obbligando i Miami a ritirarsi definitivamente. Sei degli uomini di Adair furono uccisi, quattro furono dispersi e cinque feriti. Tra i feriti vi erano Madison e Richard Taylor, padre del futuro presidente statunitense Zachary Taylor.
Riconoscendone il coraggio e le capacità in battaglia, i superiori di Adair lo promossero tenente colonnello. Gli fu assegnato il comando del gruppo di Charles Scott, che in seguito fu il quarto governatore del Kentucky. Coordinò la costruzione di Fort Greeneville nel 1794, fornendo rifornimenti ad Anthony Wayne durante le operazioni che si conclusero con la decisiva vittoria della battaglia di Fallen Timbers.

## Inizio della carriera politica

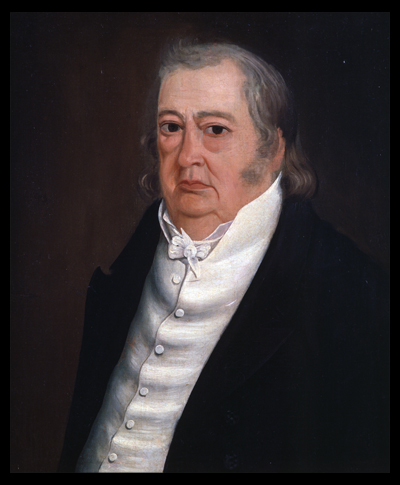
Il governatore James Garrard nominò Adair cancelliere del demanio statale nel 1804

Famoso per quanto fatto sotto le armi, Adair fu scelto come delegato alla convenzione costituzionale del Kentucky del 1792. All'ammissione dello stato nell'Unione fu eletto alla camera dei rappresentanti del Kentucky, dove rimase dal 1793 al 1795. Continuò a far parte della milizia del Kentucky, ed il 25 febbraio 1797 fu promosso generale di brigata e gli fu dato il comando della 2ª brigata della milizia del Kentucky. Il 16 dicembre 1799 divenne maggior generale assumendo il comando della 2ª divisione della stessa milizia.
Adair tornò nel 1798 alla camera dei rappresentanti del Kentucky. Quando il Kentuckians decise di tenere una nuova convenzione costituzionale nel 1799 per correggere i difetti della prima costituzione, Adair fu scelto come delegato. In quella convenzione fu a capo di un gruppo di delegati politicamente ambiziosi che si opposero a molte limitazioni su poteri e termini degli incarichi degli ufficiali eletti, in particolare dei legislatori. Fu eletto di nuovo alla camera del Kentucky dal 1800 al 1803. Candidatosi per un seggio al Senato nel 1800, fu sconfitto per 68 voti a 13 da John Breckinridge, che era stato a capo della convenzione costituzionale appena conclusa. Nel 1802 Adair prese il posto di Breckinridge come oratore della camera per 30 voti a 14 contro Elder David Purviance, candidato sostenuto dal governatore James Garrard. Rimase oratore per tutto il tempo che risiedette alla camera. Nel 1802 la legislatura costituì la contea di Adair (Kentucky) in suo onore.
Nel gennaio 1804 Garrard nominò Adair cancelliere del demanio statale. Quello di Adair era il settimo nome proposto da Garrard al senato statale per questo incarico. La sua approvazione da parte del senato pose fine ad una discussione durata due mesi. In seguito quello stesso anni si candidò per il seggio del Senato statunitense allora occupato da John Brown. Nonostante Henry Clay sostenesse la rielezione di Brown, Adair ottenne il sostegno di Felix Grundy. Grundy accusò Brown di coinvolgimento in una cospirazione tesa a far tornare il Kentucky una provincia del governo spagnolo, il che ne danneggiò la popolarità. Adair vinse ma senza avere la maggioranza dei voti, in seguito a sei ballottaggi consecutivi. Clay sostenne poi Buckner Thruston, candidato che sconfisse Adair al settimo ballottaggio. L'influenza di Grundy sulla legislatura continuò a crescere e, quando John Breckinridge diede le dimissioni in seguito alla nomina da parte del presidente Thomas Jefferson a procuratore generale degli Stati Uniti d'America nell'agosto 1805, il Senato scelse Adair per ricoprire l'incarico vacante.

## Accusato di slealtà
L'ex vice presidente Aaron Burr visitò il Kentucky nel 1805, giungendo a Frankfort il 25 maggio ed alloggiando con l'ex senatore John Brown. Durante il viaggio discusse con molti politici famosi, tra cui Adair, riguardo alla possibilità di strappare il Messico alla Spagna. Molti di quelli con cui parlò credevano che parlasse per conto del governo che voleva espandersi in Messico. Anche Adair fu di questa opinione, avendo ricevuto lettere dal suo ex comandante James Wilkinson che sembravano confermarlo. Nel 1806 Burr fu arrestato a Frankfort ed accusato di tradimento, per aver cercato di creare una nuova nazione indipendente in terra spagnola.

Aaron Burr e John Adair furono accusati di slealtà verso gli Stati Uniti, ma il grand jury non condannò nessuno dei due.

Convinto della sua innocenza, Henry Clay rappresentò Burr, mentre Joseph Hamilton Daveiss fu il procuratore. Harry Innes presiedette il processo, che cominciò l'11 novembre. Daveiss chiese un rinvio perché Davis Floyd, uno dei suoi testimoni chiave, era occupato con l'Assemblea generale dell'Indiana e non si sarebbe potuto presentare davanti alla corte. La corte si riunì di nuovo il 2 dicembre e Daveiss chiese un nuovo rinvio, questa volta perché Adair, altro testimone, non era presente. Adair si era recato in Louisiana per controllare un appezzamento di terreno che aveva acquistato di recente. Al suo arrivo a New Orleans fu arrestato per ordine del suo ex comandante, James Wilkinson, allora governatore del territorio della Louisiana.
Clay insistette per continuare il processo anche in assenza di Adair e, il giorno seguente, Daveiss presentò i rinvii a giudizio contro Burr per tradimento, e contro Adair come co-cospiratore. Dopo aver sentito le testimonianze, il grand jury respinse il rinvio a giudizio contro Adair come "non vero", ed in modo simile assolse anche Burr due giorni dopo. Dopo essere stato assolto dal grand jury, Adair contro-denunciò Wilkinson presso la corte federale. Nonostante la battaglia legale tra i due sia durata vari anni, la corte decise che Wilkinson non aveva prove evidenti contro Adair e gli ordinò di chiedere pubblicamente scusa e pagare ad Adair 2500 dollari di danni. L'assoluzione e la contro-causa vinta da Adair giunsero troppo tardi per evitare danni alla sua carriera politica. A causa dell'associazione con il progetto di Burr perse l'elezione per un nuovo mandato al Senato nel novembre 1806. Invece di attendere che il mandato corrente terminasse, diede le dimissioni il 18 novembre 1806.

## Servizio nella guerra del 1812

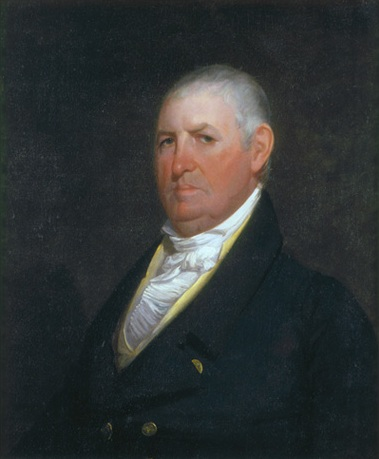
Isaac Shelby nominò Adair aiutante generale del Kentucky.

Adair entrò di nuovo nella milizia del Kentucky allo scoppio della guerra del 1812 (guerra anglo-americana). Dopo la vittoria di Oliver Hazard Perry del 10 settembre 1813 nella battaglia del lago Erie, William Henry Harrison chiese al governatore del Kentucky Isaac Shelby, eroe popolare rivoluzionario, di reclutare truppe in Kentucky ed unirsi a lui nell'invasione del Canada. Shelby chiese ad Adair di essere il primo aiutante di campo. Il futuro governatore del Kentucky e senatore degli USA John Jordan Crittenden fu il secondo aiutante di Shelby, mentre il futuro senatore e direttore generale delle poste William Barry Taylor ne fu il segretario. Adair rese un servizio encomiabile in questa campagna, soprattutto per la vittoria statunitense nella battaglia del Thames del 5 ottobre 1813. Shelby elogiò il servizio di Adair e nel 1814 lo nominò aiutante generale del Kentucky e lo promosse al grado di generale di brigata.
Alla fine del 1814 Andrew Jackson chiese rinforzi dal Kentucky per la difesa del golfo del Messico. Adair organizzò subito tre reggimenti, ma il governo federale non gli fornì armi né mezzi di trasporto. James Taylor Junior, allora a capo della milizia statale, ipotecò per 6000 dollari una sua proprietà per acquistare le barche necessarie per gli uomini di Adair. Il totale dei soldati di Adair è controverso. Le fonti forniscono cifre tra i 700 ed i 1500 uomini. Molti non erano armati, e quelli che lo erano imbracciavano spesso i propri fucili da civili. John Thomas, al quale Adair era aggregato, si ammalò poco prima dell'inizio della battaglia, lasciando Adair al comando di tutti gli uomini del Kentucky presenti.
Il 7 gennaio 1815 Adair si recò a New Orleans chiedendo che i capi della città consegnassero ai suoi uomini le armi necessarie. Questi accettarono solo a condizione che la rimozione delle armi dalle armerie cittadine fosse tenuta nascosta alla popolazione. Le armi furono messe nelle casse e spedite al campo di Adair la notte del 7 gennaio. Su suggerimento di At Adair, i suoi uomini furono lasciati come riserva e posizionati dietro la milizia del Tennessee comandata da William Carroll. Da qui potevano muoversi velocemente per portare aiuto nei punti più sotto pressione.
Apparentemente inconsapevole della richiesta di Adair, quella sera Jackson ordinò a 400 uomini disarmati del Kentucky comandati dal colonnello John Davis di marciare a New Orleans per ottenere le armi, prima di rinforzare i 450 soldati della Louisiana dei David B. Morgan sulla riva occidentale del Mississippi. Al loro arrivo a New Orleans gli fu detto che le armi erano già state spedite ad Adair. I cittadini raccolsero le proprie armi, soprattutto vecchi moschetti anche in stato di abbandono, e le consegnarono agli uomini di Davis. Circa 200 uomini ottennero quindi delle armi e si presentarono a Morgan come ordinato, solo poche ore dopo l'inizio della battaglia di New Orleans. Il resto degli uomini di Davis tornarono al campo, ancora disarmati.
Quando giunsero i britannici la mattina dell'8 gennaio, fu evidente che cercavano di rompere le linee statunitensi attraverso gli uomini del Tennessee di Carroll, ed Adair avanzò con i propri uomini per aiutarli. La prima linea americana resistette all'attacco britannico. In tutto furono uccisi solo sei statunitensi, mentre sette furono i feriti. Nel frattempo gli uomini del Kentucky di Davis sulla riva occidentale, dopo l'arrivo al campo di Morgan, erano stati mandati contro l'avanguardia di un secondo gruppo britannico. In netta minoranza numerica, male armati e senza postazioni o artiglieria di sostegno, furono ben presto costretti alla ritirata. Vedendo la ritirata degli uomini del Kentucky, i soldati di Morgan abbandonarono le postazioni difensive. In seguito Adair disse che non avevano sparato neanche un colpo. I britannici abbandonarono subito le postazioni che avevano conquistato, ma Jackson riuscì a riportare una spettacolare vittoria.

## Polemica con Andrew Jackson
Nel suo resoconto ufficiale Jackson accusò gli uomini del Kentucky della ritirata che costò il collasso delle difese sulla riva occidentale, e molti di questi ritennero che avesse evitato di sottolineare l'importanza degli uomini di Adair sulla riva sinistra, dove furono un punto chiave per la vittoria. Gli uomini di Davis insistettero sul fatto che il resoconto si basava sulla mancata conoscenza dei fatti da parte di Jackson, e chiesero ad Adair di sollecitare l'istituzione di una corte d'inchiesta, che si riunì nel febbraio 1815 presieduta dal maggior generale Carroll del Tennessee. La corte decise che "la ritirata della milizia del Kentucky, considerando la loro posizione, la mancanza di armi adeguate ed altre cause, può essere scusabile", e che la formazione di truppe sulla riva occidentale era "eccezionale", considerando che 500 soldati della Louisiana sostenuti dall'artiglieria e protetti da installazioni difensive erano incaricati di difendere una linea di soli 180 metri, mentre i 170 uomini di Davis, male armati e protetti solo da un piccolo fossato, avrebbero dovuto difendere ben 270 metri. Il 10 febbraio 1816 l'Assemblea generale del Kentucky ringraziò Adair per il servizio reso nella battaglia di New Orleans e per la difesa dei suoi soldati ingiustamente accusati da Jackson.

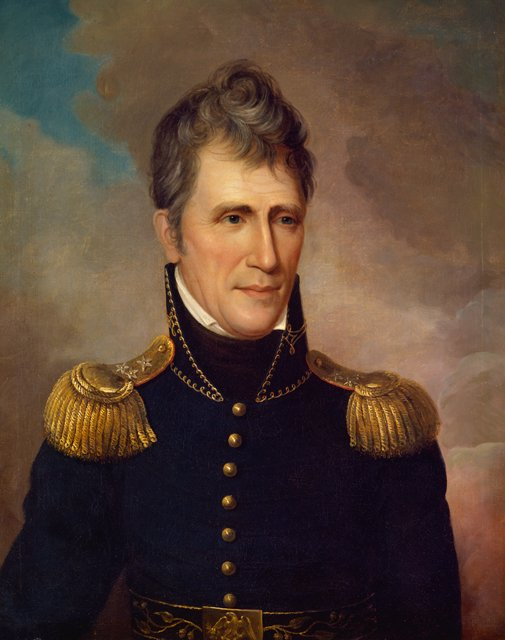
Andrew Jackson ed Adair ebbero una discussione in pubblico riguardo alla condotta della milizia del Kentucky nella battaglia di New Orleans.

Jackson approvò le constatazioni della corte, ma non si trattava della completa confutazione del suo resoconto voluto da Adair e dai suoi uomini. In una lettera resa subito pubblica, Adair, in precedenza uno dei migliori amici di Jackson, chiese con insistenza che Jackson ritirasse o modificasse il resoconto, ma Jackson si rifiutò. Questo pose fine alla questione fino al giugno 1815 quando H.P. Helm, segretario di John Thomas, scrisse ad un giornale di Frankfort riportando le note che "il generale" aveva allegato al resoconto ufficiale. Secondo "le note" il generale si era ormai convinto che il racconto iniziale sulla codardia degli uomini di Davis "fosse stato un'errata interpretazione" e che la loro ritirata era stata "non solo scusabile, ma assolutamente giustificabile". Le note, che si credettero scritte da Jackson in risposta alla lettera di Adair, furono in seguito ristampate in tutto il Kentucky. Il "generale" citato era in realtà John Thomas, e Jackson non vide mai quelle note. Helm affermò di aver mandato una correzione al giornale che aveva pubblicato la cosa, ma senza seguito.
Jackson scoprì le note solo quando furono ripubblicate nel gennaio 1817 in risposta alle critiche di un giornale di Boston alle milizie del Kentucky. Scrisse al Kentucky Reporter denunciando il fatto che si trattava di un falso. Il Reporter investigò e pubblicò una spiegazione di come le note di Thomas fossero state attribuite a Jackson. Non ristamparono la lettera di Jackson perché pensavano che l'accusa di averlo fatto volontariamente, accusa che oggi si sa essere infondata, sarebbe stata troppo diffamante. Gli editori promisero che, se la loro ritrattazione non avesse soddisfatto Jackson, avrebbero pubblicato qualsiasi sua nuova lettera sull'argomento. Nella risposta dell'aprile 1817, Jackson accusava Adair di aver volontariamente provocato l'errore, e sostenne di nuovo che fossero un falso, forse scritto dallo stesso Adair. Adair credeva che i riferimenti di Jackson alle note etichettandole come "piatto falso, in puro stile spagnolo" fossero una sottile critica alla presunta partecipazione di Adair al progetto cospirativo di Burr. Per dimostrare che non aveva niente contro il Kentucky, Jackson affermò di non avere scritto niente altro di disonorevole sulle milizie del Kentucky in quel resoconto. Questa lettera fece balzare la disputa a livello nazionale ed obbligò Adair a riassumere la corrispondenza avuta con lui sia per difendere gli uomini di Davis che per confutare le accuse cospirative di Jackson. Nella risposta del maggio 1817 difese di nuovo quanto fatto dalle milizie del Kentucky a New Orleans e smontò molte delle allusioni di Jackson definendole false e non importanti. Negò l'esistenza di una cospirazione, e criticò Jackson per il fatto di aver accusato senza avere prove. Rispondendo all'allusione fatta da Jackson alla Spagna, Adair ricordò che anche Jackson era stato coinvolto con Burr.
Incapace di fornire prove riguardo ai misfatti di Adair, Jackson fornì prove indirette sul fatto che una cospirazione sarebbe stata possibile. La sua risposta, ritardata dai negoziati di pace con i Cherokee, fu stampata il 3 settembre 1817 ed utilizzava complicati calcoli basati su spazi e distanze per affermare che Adair aveva solo metà degli uomini che dichiarava di avere nella battaglia di New Orleans. Affermò inoltre che Adair avrebbe ordinato a Davis di andare a New Orleans per ottenere armi già sapendo che erano state prese da altre brigate sotto il suo comando. O Adair aveva mandato un ordine folle, oppure non aveva così tanti uomini come diceva. Concluse promettendo che sarebbe stata la sua ultima lettera sull'argomento. La risposta di Adair del 29 ottobre 1817 fu ritardata, disse, perché stava aspettando documenti da New Orleans che non arrivarono mai. In questa risposta citava una lettera dell'aiutante di campo di Jackson, citato da Jackson stesso nella precedente lettera, mostrando che Jackson era consapevole dell'esistenza e dell'autorevolezza delle note di Thomas già nel 1815, ma decise di non confutarle. Difese anche la sua dichiarazione riguardante il totale delle truppe al suo comando, circa 1000, e chiese perché Jackson non l'avesse criticata fino a quel momento. Infine affermò che non solo ritirò le armi da New Orleans per ordine di Jackson, ma cavalcò addirittura il cavallo di Jackson fino a New Orleans per effettuare la transazione. Secondo la tradizione questa lettera avrebbe costretto Adair o Jackson a sfidare l'altro a duello, ma i loro amici riuscirono ad evitare lo scontro. Non esistono prove del fatto che questo sia veramente accaduto. La tensione tra i due alla fine si placò, ed Adair giunse a confortare Jackson dopo la morte della moglie Rachel nel 1828. Adair sostenne Jackson anche durante le campagne presidenziali del 1824, del 1828 e del 1832. gli avversari di Jackson trasformarono le sue lettere in volantini elettorali da usare contro di lui in Kentucky.

## Governatore del Kentucky

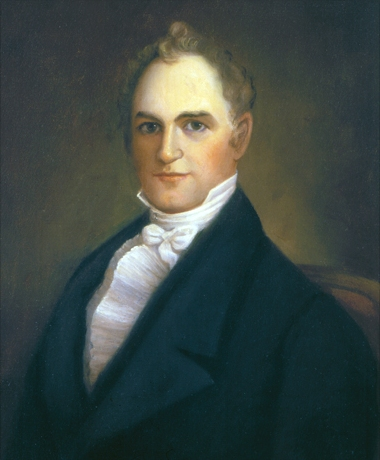
Joseph Desha, uno degli avversari di Adair nell'elezione governativa del 1820

La partecipazione di Adair alla guerra del 1812 e la successiva corrispondenza con Jackson ne ristabilirono la reputazione. Continuò ad essere aiutante generale fino al 1817, quando gli elettori lo nominarono ancora alla camera dei rappresentanti. Durante questo mandato divenne oratore e, nonostante non fosse stato eletto, ottenne il sostegno di entrambi i partiti, soprattutto grazie alla corrispondenza avuta con Jackson.
Dopo il panico del 1819, la prima crisi finanziaria della storia degli Stati Uniti, la prima legge discussa della giornata fu la riduzione del debito. Il governo federale aveva istituito la seconda banca degli Stati Uniti nel 1817, e la sua stringente politica del credito colpì duramente i debitori del Kentucky. Il governatore Gabriel Slaughter aveva fatto pressioni per ottenere alcune misure a favore dei debitori del suo stato, in particolare tasse punitive contro le filiali della banca degli Stati Uniti di Louisville e Lexington. Il bipartitismo non era ancora nato, ma c'erano comunque due opposte fazioni che si affrontavano sul problema della riduzione del debito. Il primo, composto soprattutto da speculatori terrieri che avevano acquistato grandi appezzamenti a credito, fu soprannominato Partito (o Fazione) della Diminuzione (Relief Party) e voleva una legislazione più favorevole ai debitori. L'altro era il Partito Anti-Diminuzione, composto soprattutto dall'aristocrazia statale che, creditrice degli speculatori, voleva evitare ogni intervento governativo. Secondo loro l'intervento governativo non avrebbe aiutato i debitori, ed avrebbe solo prolungato la crisi.
Adair era a capo di chi chiedeva la riduzione del debito, e la sua popolarità era aumentata grazie alla lunga disputa pubblica con Jackson. Durante l'elezione governativa del 1820 fu eletto capo esecutivo del Kentucky contro tre compagni Democratico-Repubblicani. Adair ottenne 20493 voti, il senatore William Logan finì secondo con 19497, il veterano Joseph Desha terzo con 12419 ed il colonnello Anthony Butler quarto con soli 9567 voti. Chi proponeva la riduzione del debito ottenne anche la maggioranza sia alla camera dei rappresentanti che all'Assemblea generale.

### Riduzione del debito
Lo storico del Kentucky Lowell Hayes Harrison sostiene che la più importante misura implementata durante l'amministrazione di Adair fu la creazione della Bank of the Commonwealth nel 1820. La banca concesse prestiti generosi e stampò liberamente nuova cartamoneta. Nonostante la moneta coniata dalla Bank of the Commonwealth si sia svalutata velocemente, i creditori che si rifiutavano di accettarla dovevano attendere due anni prima di ottenere il denaro. Per ispirare fiducia nella moneta svalutata, Adair ordinò che tutti i dipendenti statali ricevessero lo stipendio con la moneta della Bank of the Commonwealth.
L'altra banca statale, la Bank of Kentucky, utilizzò metodi più conservativi. Anche se questo rivalutò la sua moneta, rese anche meno accessibili i prestiti, il che fece infuriare i politici a sostegno della riduzione del debito. Di conseguenza revocarono lo statuto della banca nel dicembre 1822. Adair abolì la pratica dell'incarcerazione per debiti, ed emise una dura legge contro il gioco d'azzardo. I legislatori esclusero anche dal pignoramento i beni considerati necessari per vivere: un cavallo, un aratro, una zappa ed un'ascia.
La corte d'appello del Kentucky, allora corte suprema statale, bocciò la legge ordinando una pena di due anni a causa della obbligazione dei contratti. Quasi contemporaneamente la Corte Suprema degli Stati Uniti d'America decise il caso di Green contro Biddle, stabilendo che i diritti sulla terra concessi dalla Virginia nel distretto del Kentucky prima che questo divenisse uno stato separato avessero la precedenza su quelli concessi dal nuovo stato, in caso di conflitti. Adair denunciò questa scelta in un messaggio del 1823 al parlamento, protestando per l'interferenza federale e giudiziaria con la volontà popolare, espressa tramite il voto. Incoraggiato dal messaggio di Adair, i politici del partito della riduzione del debito cercarono di rimuovere i tre giudici della corte d'appello statale, così come James Clark, un giudice che aveva emanato una sentenza simile. I giudici si salvarono perché i loro oppositori non riuscirono ad ottenere la maggioranza di due terzi richiesta.

## Vecchiaia
Escluso da una possibile rielezione a causa della costituzione statale, Adair si ritirò presso la sua fattoria nella contea di Mercer allo scadere del mandato da governatore. Poco dopo il ritorno alla vita privata iniziò a lamentarsi dello scarso valore della moneta emessa dalla Bank of the Commonwealth, e chiese al nuovo governatore di prendere provvedimenti. La protesta di un ex governatore del partito della diminuzione del debito riguardo ai pessimi effetti della legge che avevano approvato fece il gioco del partito avversario.
Adair diede un ulteriore contributo alla vita pubblica quando fu eletto alla Camera dei rappresentanti nazionale tra le file del democratico Jackson nel 1831. Durante il 22º Congresso fece parte del comitato per gli affari militari. Durante il suo mandato parlò una sola volta, e parlò a voce talmente bassa che nessuno seppe quale fosse il suo parere in merito. I giornalisti della camera ipotizzarono che riguardasse il fatto di far montare a cavallo le truppe federali. Non si presentò per la rielezione nel 1833, e lasciò definitivamente la vita pubblica.

## Morte e retaggio
Morì in casa sua ad Harrodsburg il 19 maggio 1840, e fu sepolto nella sua stessa proprietà, White Hall. Nel 1872 i suoi resti furono spostati presso il cimitero di Frankfort, allora capitale dello Stato, ed il Commonwealth eresse un monumento in sua memoria.
Oltre alla Contea di Adair in Kentucky, anche la Contea di Adair in Missouri, la Contea di Adair nello Iowa e le città di Adairville (Kentucky) e Adair (Iowa) presero da lui il nome.